# محمدقاسم ظهیرالدوله

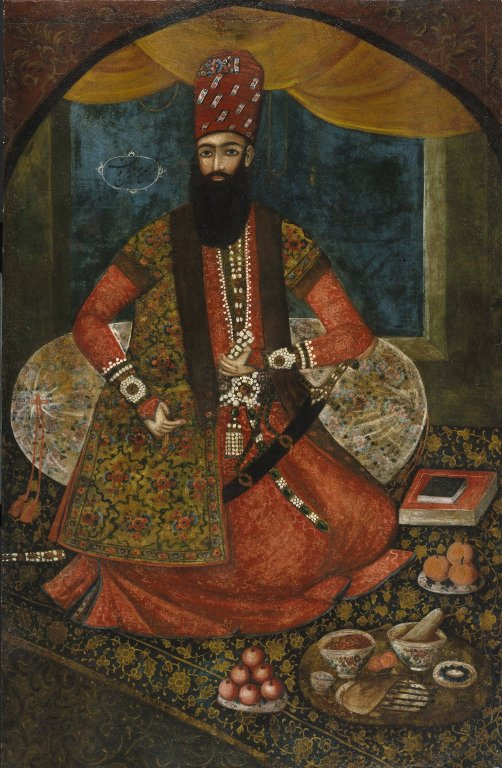
پرتره‌ای در موزه بروکلین منسوب به امیرقاسم خان ظهیرالدوله. در سمت چپ نام امیرقاسم خان (امیرقاسم خان قبازری) به چشم می‌خورد، اما به القاب ظهیرالدوله، اعتضادالدوله یا نظام‌الدوله اشاره نشده است.

محمدقاسم‌خان ظهیرالدوله، داماد فتحعلی‌شاه قاجار و پسر امیرسلیمان خان قاجار قوانلو اعتضادالدوله (نظام‌الدوله) و شاه‌بیگم‌خانم زند (دختر بسطام خان زند) بود. امیرقاسم‌خان همچنین پدر ملک‌جهان خانم، مادر ناصرالدین‌شاه قاجار بوده است.
در سال ۱۲۲۷ هجری قمری، فتحعلی‌شاه، او را به همراه جمعی از فرماندهان و سرکردگان خود، برای سرکوب عبدالله پاشا، والی بغداد فرستاد. محمدعلی میرزا دولتشاه و یوسف‌خان گرجی نیز در این سفر جنگی او را همراهی می کردند. این سرکوب پیش از آنکه درگیرد، با میانجی‌گری جعفر کاشف‌الغطا با مذاکره مرتفع شد.
همچنین در سال ۱۲۳۶ هجری قمری، هنگامی که میان دو ایل قشقایی و بختیاری نزاعی سخت درگرفته بود، فتحعلی‌شاه، امیرمحمدقاسم‌خان ظهیرالدوله را به اصلاح کار آنها مأمور نمود و متعاقب آن، وی را به فارس فرستاد.
حکومت سمیرم و قمشه در دوره فتحعلی‌شاه با امیرقاسم‌خان ظهیرالدوله بود.

## مرگ
در حدود سال ۱۲۴۷ یا ۱۲۴۸ هجری قمری و زمانی که محمدقاسم‌خان ظهیرالدوله، عازم فارس بود، برای مدتی در شهرضا (قمشه)، توقف و استراحت داشت و در مدت این توقف وی شبی از شبها به می‌گساری پرداخت. در آن شب وی در عالم مستی و بیهوشی قصد داشت که برای قضای حاجت از اتاق خارج شود، اما به جای آنکه از در خروجی اتاق بیرون برود، به اشتباه از دری خارج شد که در حیاط باز می‌شد و بسیار مرتفع بود. بدین ترتیب وی از بالا به پایین پرتاب شد و در دم جان سپرد. وی را در مزار شاهرضای قمشه به خاک سپردند.

## میراث
مسجد و مدرسه مادرشاه، که مسجد و مدرسه ای در سمت جنوب غربی تهران قدیم، واقع در آخر خیابان باب همایون می باشند، توسط امیرقاسم خان قوانلو قاجار، بنا شده بوده‌است.آب انبار امیرقاسم خان  واقع در بین راه تهران و شهرری، از دیگر بناهای ساخته شده توسط امیرقاسم خان قاجار  می باشد.

## فرزندان
ظهیرالدوله همسران متعدد داشت و مجموعاٌ صاحب ده فرزند بود. تنها همسری عقدی او بیگم‌جان خانم دختر فتحعلی‌شاه بود که از او صاحب یک پسر و دو دختر شد: ملک‌جهان مهد علیا، سلیمان‌خان اعتضادالدوله و بیگم‌خانم.
| ردیف | نام                      | تولد/مرگ               | نام مادر | یادداشت‌ها |
| ---- | ------------------------ | ---------------------- | -------- | --- |
| ۱    | ملک‌جهان مهد علیا         | ۱۲۲۰- ۶ ربیع‌الآخر ۱۲۹۰ | بیگم جان | همسر محمدشاه قاجار و مادر عزت‌الدوله و ناصرالدین‌شاه                                                                                          |
| ۲    | امیرعیسی‌خان اعتمادالدوله | ؟-۱۲۷۸                 |          | حاکم اصفهان، یزد و گیلان، جد خاندان‌های امیرسلیمانی و اعتمادی قاجار                                                                          |
| ۳    | امیراصلان‌خان مجدالدوله   | ؟-صفر ۱۲۸۸             |          | حاکم زنجان و گیلان و داماد فتحعلی شاه، جد خاندان‌های امیراصلانی ، امیرقاسمی ، امیرقاسم خانی و دادور                                          |
| ۴    | سلیمان‌خان اعتضادالدوله   | ؟-۱۲۷۱                 | بیگم جان | حاکم اصفهان، جد خاندان سپهبدی قاجار |
| ۵    | بیگم‌خانم                 |                        | بیگم جان | همسر شاهرخ میرزا پسر حسین‌علی‌میرزا فرمانفرما. صاحب پسری به نام جلال‌الدین میرزا بود که نوادگان او نام خانوادگی «جلالی قاجار» را انتخاب کردند. |
| ۶    | موسی‌خان                  |                        |          | پدر عضدالملک |
| ۷    | نصرالله‌خان نظام‌العلماء   |                        |          | |
| ۸    | اسدالله‌خان معتمدالملک    | ؟-شوال ۱۲۷۶            |          | حاکم همدان |
| ۹    | ولی خان                  | ؟-؟                    |          | دو دختر داشت که یکی از آنان همسر محمدعلی میرزا پسر امان‌الله میرزا بود.                                                                      |
| ۱۰   | فاطمه‌خانم                | ۱۲۴۵                   |          | |
| ۱۱   | دختر                     |                        |          | همسر میرزا عبدالله منجم‌باشی لنگرودی، مادر میرزا اسحاق خان مشکوه‌السلطنه                                                                      |